# Unione dei comuni della Val di Bisenzio
L'Unione dei comuni della Val di Bisenzio è un'unione di comuni della Toscana, in provincia di Prato, formata dai comuni di: Cantagallo, Vernio e Vaiano.